# Le Pré-Saint-Gervais
Le Pré-Saint-Gervais és un municipi francès, situat al departament de Sena Saint-Denis i a la regió de l'Illa de França.
Forma part del cantó de Pantin i del districte de Bobigny. I des del 2016, de la divisió Est Ensemble de la Metròpoli del Gran París.

## Agermanament
- Giengen an der Brenz, Alemanya